# الناحية المركزية (مقاطعة أليغودرز)
الناحية المركزية لمقاطعة أليغودرز (بالفارسية: بخش مرکزی شهرستان الیگودرز) هي ناحية في مقاطعة أليغودرز التابعة لمحافظة لرستان في إيران. في تعداد عام 2006، كان عدد سكانها 113,455 نسمة في 25,013 عائلة. فيها مدينة واحدة هي: أليغودرز.